# Rewolucja 1905 roku na Łotwie

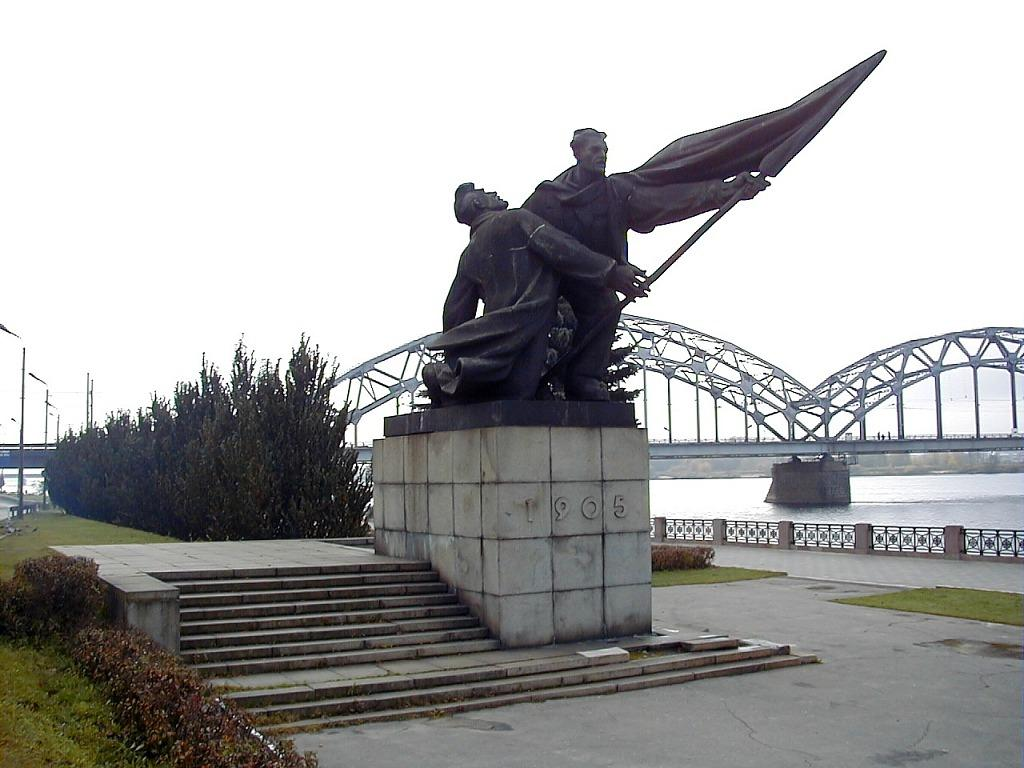
Pomnik rewolucji 1905 r. na nabrzeżu Dźwiny w Rydze

Rewolucja 1905 roku na Łotwie – wydarzenia rewolucyjne, stanowiące część rewolucji lat 1905–1907, która ogarnęła całe Imperium Rosyjskie. Zapoczątkował je strajk powszechny w Rydze, jaki wybuchł na wieść o petersburskiej krwawej niedzieli, w dniu 11 stycznia?/24 stycznia 1905 r. Strajki i protesty robotnicze w Rydze oraz innych przemysłowych ośrodkach Łotwy trwały wiosną 1905 r., następnie wybuchły ponownie jesienią 1905 r. Na jeszcze większą skalę rozwijał się ruch rewolucyjny na wsi, gdzie chłopi tworzyli własne organy władzy lokalnej, formowali zbrojne milicje i atakowali majątki miejscowych właścicieli ziemskich, głównie bałtyckich Niemców.  
Wystąpienia chłopów zostały w znacznej mierze spacyfikowane w toku serii ekspedycji karnych, przeprowadzonych z rozkazu władz carskich na przełomie r. 1905 i 1906. Walki partyzanckie na łotewskiej wsi trwały jeszcze do 1907 r. Natomiast ostatnia fala strajków w łotewskich miastach miała miejsce w pierwszej połowie r. 1906.  

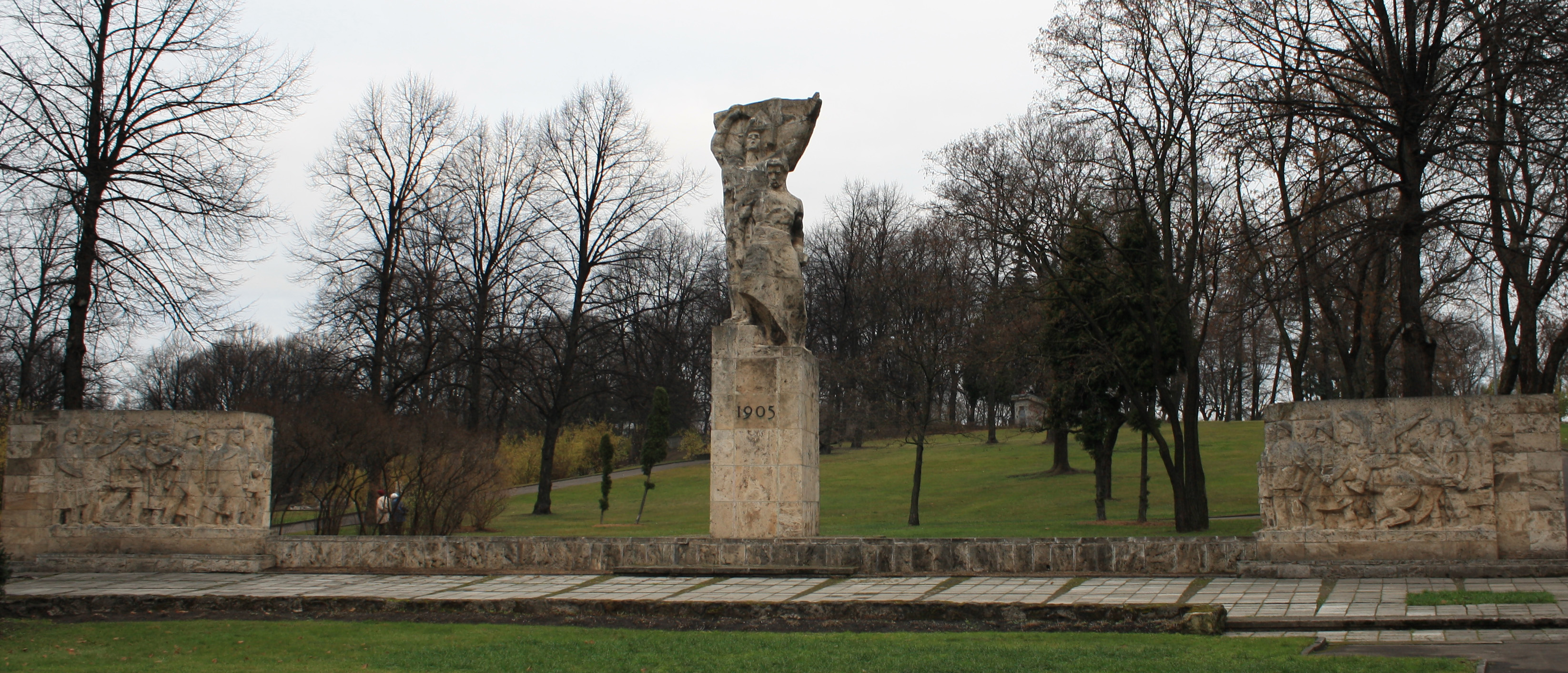
Kompleks pomnikowy ku czci uczestników rewolucji 1905 r. w parku w dzielnicy Grīziņkalns w Rydze

Łotwa była jednym z regionów Imperium Rosyjskiego, w których wystąpienia antycarskie, łączące postulaty socjalne i narodowe, osiągnęły największą skalę. W wydarzeniach rewolucyjnych na Łotwie wzięło udział ok. 30 tys. ludzi – robotników, chłopów, bezrolnych robotników rolnych, przedstawicieli inteligencji, a poparcie dla ruchu rewolucyjnego wyrażała większość Łotyszy. Niechętni wystąpieniom byli jedynie przedstawiciele umiarkowanego łotewskiego mieszczaństwa (burżuazji). Łotewscy uczestnicy rewolucji walczyli równocześnie z caratem i z uprzywilejowanymi szlacheckimi rodami Niemców bałtyckich. W grudniu 1905 r. przez okres ok. 2–3 tygodni rewolucjoniści kontrolowali sytuację praktycznie w całej guberni kurlandzkiej, a robotniczy Komitet Federacyjny w Rydze działał jawnie. Najpoważniejszą siłą polityczną podczas rewolucji była Łotewska Socjaldemokratyczna Partia Robotnicza, jednak znaczna część rewolucyjnych wydarzeń miała charakter spontaniczny i nie była kierowana przez żadną organizację.   
Według szacunków łotewskich historyków ok. 3 tysięcy uczestników rewolucji zostało zabitych lub straconych, 7 tys. zostało zesłanych na Syberię, zaś ok. 5 tys. zdecydowało się na emigrację, z której część powróciła w 1913 r., gdy władze carskie ogłosiły amnestię.  

## Tło wydarzeń
W pierwszych latach XX w. gubernie Imperium Rosyjskiego położone na ziemiach łotewskich należały do najbardziej uprzemysłowionych regionów kraju. Szybki rozwój przemysłu związany był z rozbudową portów nadbałtyckich w poprzednich stuleciu oraz z uruchomieniem docierających do nich linii kolejowych. Szczególnie szybko rozwijała się Ryga, znaczący ośrodek przemysłu metalowego. W 1875 r. w mieście żyło 11,5 tys. robotników, którzy wytwarzali towary warte 16 mln rubli, natomiast 25 lat później było ich już 50 tys., zaś produkowane przez nich dobra osiągnęły wartość 87 mln rubli. W latach 1900–1904 r. w guberniach kurlandzkiej i inflanckiej 6 tys. robotników brało udział w strajkach i protestach. Równocześnie na łotewskiej wsi ogromna większość gruntów pozostawała w rękach wielkich posiadaczy ziemskich (w większości bałtyckich Niemców), rzadziej zamożnych chłopów, a większość mieszkańców wsi utrzymywała się z pracy na folwarkach lub pozostawała chłopami bezrolnymi. Rozwijający się łotewski ruch narodowy domagał się ukrócenia przywilejów politycznych i społecznych Niemców bałtyckich, zwiększenia reprezentacji Łotyszy w organach zarządzających miastami, większych praw dla języka łotewskiego. 
Bezpośrednio przed 1905 r. ziemie łotewskie dotknął kryzys gospodarczy, natomiast klęski Rosji w wojnie rosyjsko-japońskiej doprowadziły do antywojennych protestów łotewskich robotników i studentów.

## Przebieg wydarzeń

### Protesty i strajki robotnicze

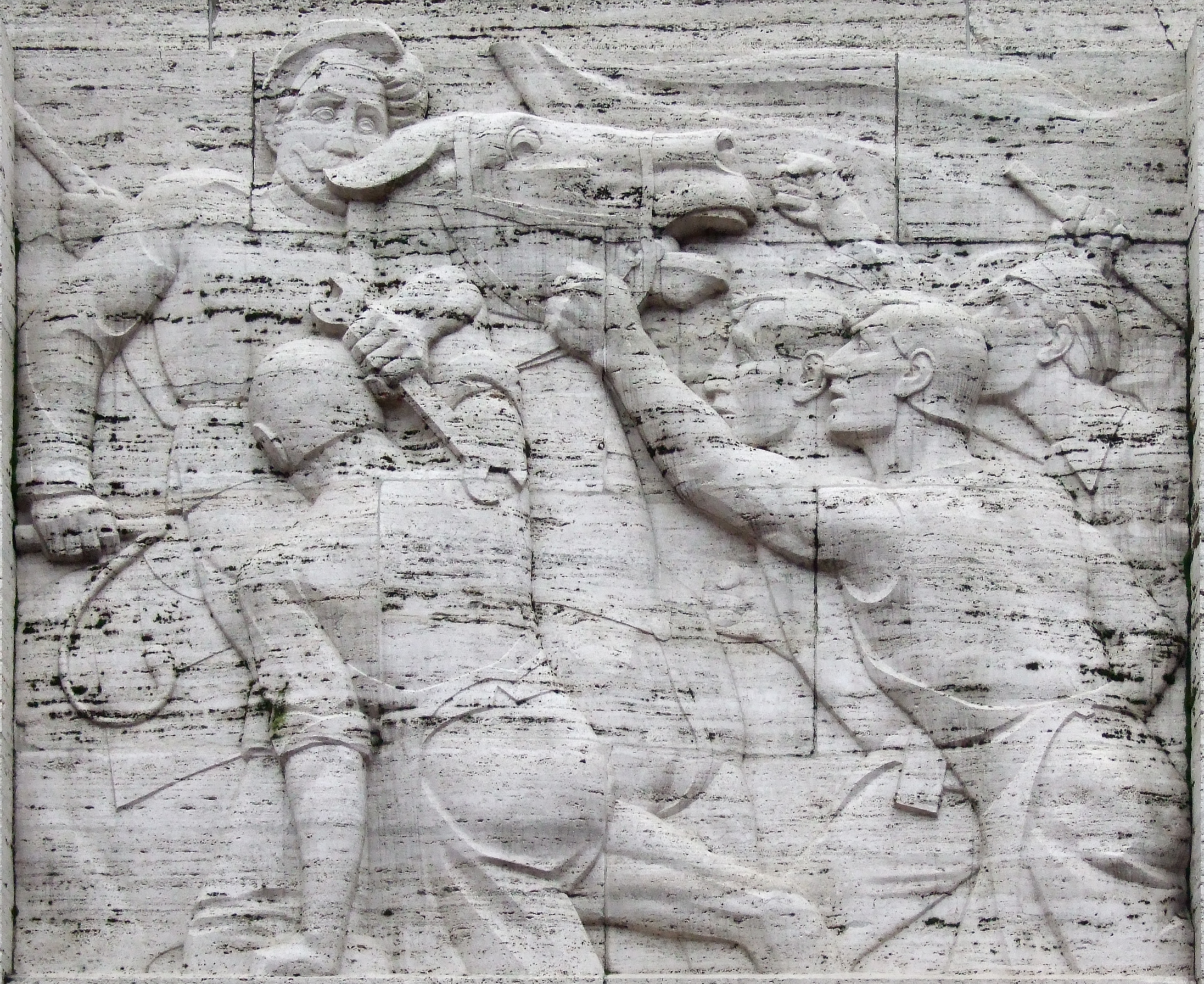
Uczestnicy rewolucyjnych wydarzeń na Łotwie w walce z Kozakiem – płaskorzeźba z Pomnika Wolności w Rydze

Na wieść o krwawej niedzieli w Petersburgu – rozpędzeniu pokojowej demonstracji robotników w dniu 9 stycznia?/22 stycznia 1905, w Rydze wybuchł dwa dni później (11 stycznia?/24 stycznia 1905) strajk powszechny. Udział w nim wzięło ponad 80 tys. osób. Robotnicy przerwali pracę, a także organizowali demonstracje i wiece. 13 stycznia?/26 stycznia 1905 wojsko rosyjskie rozpędziło jeden z pochodów protestacyjnych – zginęły wówczas 73 osoby, a ponad 200 zostało rannych. Władze celowo nakazały strzelanie do tłumu, spodziewając się, że krwawa pacyfikacja doprowadzi do wygaśnięcia ruchu rewolucyjnego. Wbrew tym oczekiwaniom brutalność wojska sprawiła, że strajki ogarnęły również inne miasta na Łotwie. Kolejne protesty były rozpoczynane i przerywane przez cały luty i marzec 1905 r. Do kolejnego strajku powszechnego doszło 1 maja 1905 r. Przewodnictwo w ruchu rewolucyjnym praktycznie od początku objęła Łotewska Socjaldemokratyczna Partia Robotnicza, licząca na początku 1905 r. sześć tysięcy członków, zaś w końcu tego roku – już ponad 20 tys. W miastach powstawały też związki i zrzeszenia zawodowe. Ryskie Towarzystwo Łotewskie wystąpiło z petycją, domagając się zwiększenia roli języka łotewskiego, ustanowienia wolności zrzeszania się, likwidacji cenzury i zwołania Zgromadzenia Ustawodawczego.
W nocy z 19 na 20 (6–7) września 1905 r. bojowcy Socjaldemokracji Kraju Łotewskiego dokonali udanej napaści na więzienie w Rydze, uwalniając dwóch członków komitetu centralnego partii.
Wydarzenia rewolucyjne przybrały ponownie na sile po ogłoszeniu przez Mikołaja II manifestu październikowego, który nie odpowiadał w pełni oczekiwaniom łotewskiej opinii publicznej. 12 października?/25 października 1905 r. w Rydze rozpoczął się strajk na kolei. Trzy dni później protest ogarnął kolejne zakłady pracy, przyjmując charakter strajku powszechnego, który trwał do 24 października?/6 listopada 1905 r. Władze carskie i wojsko przestały panować nad sytuacją w mieście. Jawną działalność podjął Komitet Federacyjny, złożony z przedstawicieli robotników różnych narodowości, który pod koniec roku funkcjonował niemalże jak rewolucyjny rząd tymczasowy, dysponujący własnymi oddziałami uzbrojonych robotników. Komitet zażądał ustanowienia 8-godzinnego dnia pracy, zagwarantowania prawa do strajku, rozpisania nowych wyborów samorządowych, zwolnienia więźniów politycznych, a także zwołania ogólnorosyjskiego Zgromadzenia Ustawodawczego. W końcu listopada w Rydze odbył się zjazd nauczycieli szkół ludowych, który zażądał demokratycznej reorganizacji szkolnictwa, wprowadzenia języka łotewskiego, podporządkowania szkół lokalnym samorządom, ustanowienia sześcioletnich szkół elementarnych.  
22 listopada?/5 grudnia 1905 r. w guberni inflanckiej wprowadzony został stan wojenny z uwagi na wystąpienia rewolucyjne chłopów. W odpowiedzi Komitet Federacyjny wezwał 25 listopada?/8 grudnia 1905 r. do kolejnego strajku powszechnego, który trwał pięć dni. W drugim dniu strajku, 9 grudnia, tłumy uzbrojonych robotników ruszyły z ryskich przedmieść w kierunku centrum. Drogę zastąpiły im milicje utworzone przez Niemców bałtyckich oraz regularne oddziały wojska. Do walk jednak nie doszło. Komitet Federacyjny rozważał rzucenie hasła powstania zbrojnego, jednak zrezygnował z niego w obliczu małych szans na opanowanie twierdzy Ust'-Dwinsk oraz ze względu na fakt, że w innych kluczowych miastach Imperium Rosyjskiego podobne powstania nie miały miejsca. Łotewscy rewolucjoniści byliby zatem osamotnieni. W grudniu faktyczną władzę rewolucjoniści przejęli również w Windawie, skąd odeszły wojska rosyjskie, oraz w Lipawie, gdzie garnizon rosyjski bezczynnie obserwował poczynania komitetu rewolucyjnego, a straż przybrzeżna wykonywała polecenia robotników. Również w Lipawie i Dyneburgu ostatecznie zrezygnowano z próby powstania zbrojnego.
Oprócz postulatów socjalnych uczestnicy rewolucji domagali się autonomii dla ziem Imperium Rosyjskiego zamieszkiwanych przez Łotyszy. Socjaldemokratyczna Partia Robotników Łotwy, nie definiując wprawdzie terytorium, do jakiego aspirowali Łotysze, żądała samorządu dla łotewskich prowincji tak na szczeblu gubernialnym, jak i w powiatach i gminach. Mniejsza Łotewska Unia Socjaldemokratyczna żądała utworzenia w granicach Rosji jednej samorządnej jednostki administracyjnej, obejmującej Kurlandię, Łatgalię i południowe, zamieszkane przez Łotyszy Inflanty. Postulat autonomii ziem łotewskich wysunęła także utworzona w 1905 r. mieszczańska umiarkowana Łotewska Partia Demokratyczna, opowiadająca się ponadto za powszechnym prawem głosu.  

### Ruch rewolucyjny na wsi
Wiosną 1905 r. na Łotwie rozpoczęły się również strajki robotników rolnych. Z różnym natężeniem trwały one również latem, przybierając na sile szczególnie w lipcu 1905 r., gdy zaczęły towarzyszyć im przypadki podpalania dworów oraz napaści na urzędy gminne. 6 sierpnia?/19 sierpnia 1905 r. władze carskie wprowadziły w związku z tymi wydarzeniami stan wojenny w guberni kurlandzkiej. Na wsi łotewskiej wydarzenia rewolucyjne przybrały również charakter antyklerykalny i antykościelny. Dochodziło do sytuacji, w których zgromadzeni w kościele przerywali pastorowi, gdy ten zamierzał modlić się za cara, a nawet wypraszali go ze świątyni i pozwalali, by z ambony zamiast niego głos zabierał działacz socjaldemokratyczny. 
19 listopada?/2 grudnia 1905 r. przedstawiciele gmin wiejskich guberni inflanckiej i kurlandzkiej, zgromadzeni na zjeździe w Rydze, zażądali likwidacji istniejących organów władzy gminnej i wyboru zupełnie nowych, drogą demokratycznych wyborów. W rezolucji zjazdu zapisano: 

Zebrani rzecznicy samorządu łotewskiego uważają, że od obecnej władzy nie można oczekiwać wprowadzenia swobód politycznych. W tych warunkach chłopi łotewscy powinni ustanowić samorząd własnymi siłami, idąc ręka w rękę z rosyjskim ludem rewolucyjnym i walcząc o zwołanie państwowego Zgromadzenia Ustawodawczego

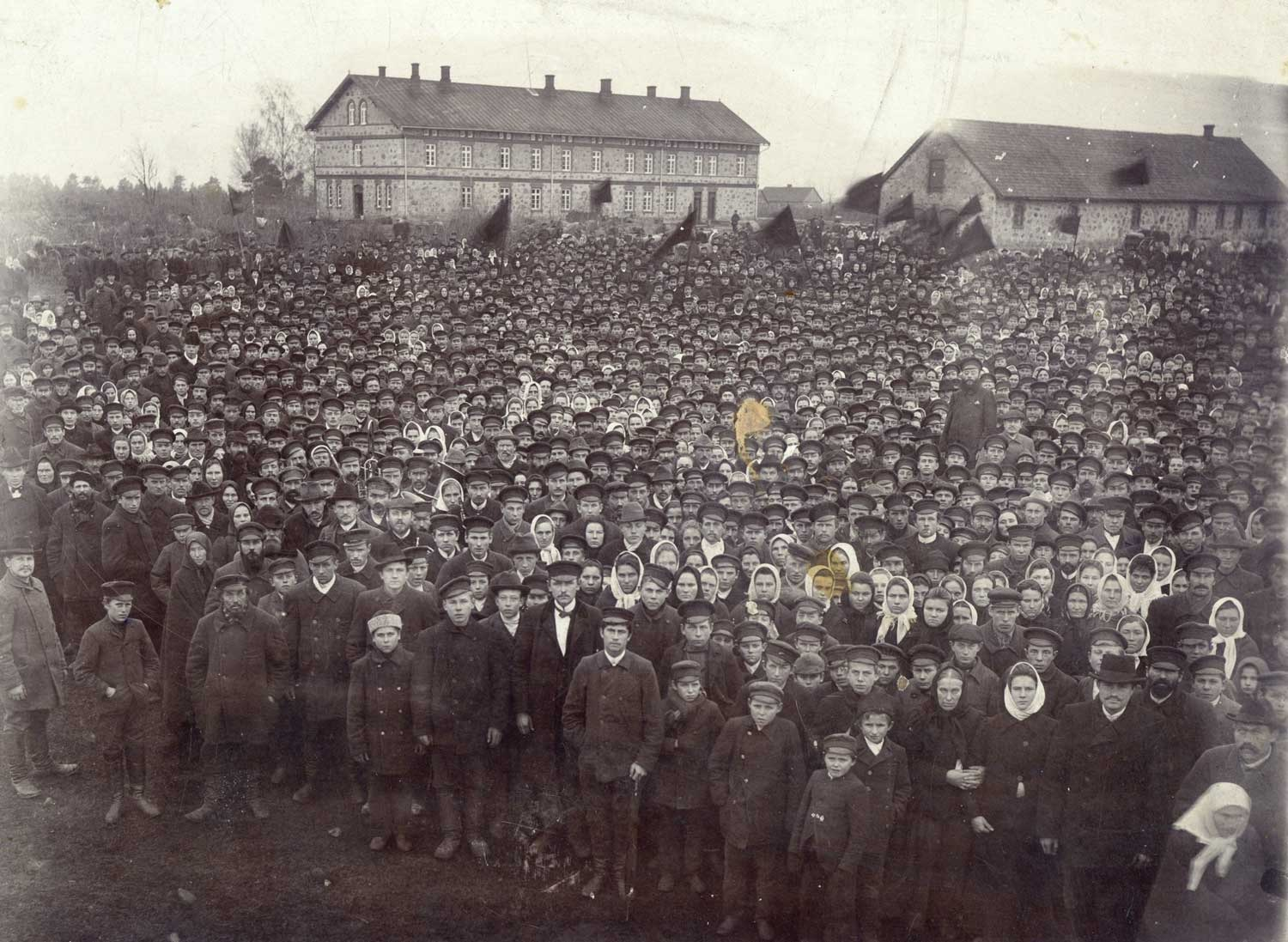
Wiejskie zgromadzenie, Dundaga, 1905 r.

Jeszcze przed ryskim zjazdem rewolucyjne komitety zarządzające na wsi zaczęły spontanicznie przejmować władzę, korzystając ze słabości wojsk rosyjskich na terenach wiejskich Łotwy. W guberni kurlandzkiej rewolucyjne władze wyłoniła ludność ok. 85% gmin, w południowej, zamieszkiwanej przez Łotyszy części guberni inflanckiej – nawet 90%. Łącznie szacuje się, że spontanicznie sformowane organy władzy, uznające zwierzchność Centralnego Komitetu Delegatów Gminnych, powstały w 350 gminach. Według innego źródła na ziemiach łotewskich powstało 470 oddolnie sformowanych komitetów gminnych. Tak powstałe komitety tworzyły uzbrojone milicje ludowe, pobierały lokalne podatki, sprawowały władzę sądowniczą, utrzymywały szkoły, regulowały inne kwestie bieżące. Do pracy urzędów i szkół wprowadzano język łotewski. Chłopskie organizacje i milicje często współtworzyli łotewscy nauczyciele, którzy ze wszystkich grup inteligencji wzięli najaktywniejszy udział w rewolucji.
17 listopada?/30 listopada 1905 r. chłopscy powstańcy zdobyli majątek Sesswegen (Cesvaine) w powiecie wendeńskim. Stało się to sygnałem do ataków na kolejne siedziby właścicieli ziemskich, którzy w poprzednich tygodniach wycofali się razem z prywatnymi oddziałami wojska do swoich rezydencji, biernie obserwując rozwój wypadków. W kolejnych dniach w guberni inflanckiej doszło do kolejnych, zakończonych powodzeniem ataków na dwory, ze szczególnym natężeniem w rejonach Rygi i Wenden (Kiesi). Do drugiej połowy grudnia chłopi zniszczyli lub spalili 183 wiejskie majątki. Właściciele ziemscy bez powodzenia próbowali bronić się, koncentrując siły w wybranych punktach obrony, lub uciekali do Rygi. Do wyjątkowej sytuacji doszło w Lennewarden (Lielvārde), gdzie w końcu listopada 1905 r. rewolucjoniści pojmali 36 niemieckich baronów razem z rodzinami, jednak zgodzili się ich zwolnić po negocjacjach między ryskim Komitetem Federacyjnym i Radą Regionalną (Landtagiem). Baronowie zobowiązali się rozpuścić swoje oddziały zbrojne, natomiast chłopi zobowiązali się nie atakować kolejnych dworów. 
W połowie grudnia 1905 r. ataki na dwory rozpoczęły się również w guberni kurlandzkiej. Tam chłopscy rewolucjoniści zniszczyli lub spalili 239 rezydencji szlacheckich, a uzbrojone oddziały podejmowały również próby zdobywania miast i stawały do walki z miejscowymi garnizonami rosyjskimi. Na pewien czas w ręce powstańców przeszły Talsi i Tukums (gdzie powstańcy zmusili niewielki garnizon do opuszczenia miasta i odparli pierwszy kontratak), bez powodzenia natomiast atakowano stolicę guberni - Mitawę. Skalę wystąpień podsycały pogłoski, jakoby żołnierze rosyjscy mieli przejść masowo na stronę powstańców i razem z nimi uderzyć na Niemców bałtyckich, lub że rewolucjoniści mieli otrzymać broń z zagranicy.
Łącznie w 1905 r. na łotewskiej wsi doszło do ponad tysiąca incydentów zbrojnych.

### Pacyfikacja wystąpień i walki partyzanckie

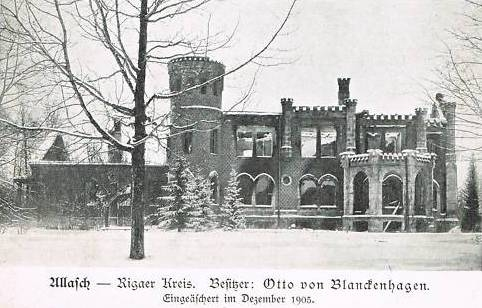
Porzucony po wydarzeniach 1905 r. dwór w Allaži

Niemieccy baronowie bałtyccy domagali się od carskiego rządu podjęcia zdecydowanych kroków przeciwko rewolucji, o pomoc w walce z powstańcami prosił również 27 listopada?/10 grudnia 1905 r. gubernator inflancki. Jednak wojska rosyjskie stacjonujące na stałe na Łotwie były stosunkowo słabe i niepewne, również w ich szeregach zdarzały się bunty żołnierzy. W Rydze garnizon był w stanie uniemożliwić rewolucjonistom przejęcie władzy, ale jego dowódcy nie ryzykowali próby całkowitego stłumienia wystąpień. Na przełomie listopada i grudnia gen. Wasilij Sołłogub, mianowany tymczasowym generał-gubernatorem kraju nadbałtyckiego, omówił w Petersburgu z generałami możliwości przeprowadzenia pacyfikacji. W końcu miesiąca na ziemie łotewskie wkroczyły ekspedycje karne dowodzone m.in. przez generałów Orłowa, Böckmana, Biezobrazowa, Meinhardta, którzy otrzymali nieograniczone pełnomocnictwa. Oddziały pacyfikacyjne ostrzeliwały wsie i miasteczka z armat, niszczyły chłopskie gospodarstwa, a chłopi byli poddawani chłoście, rozstrzeliwani bez sądu na miejscu lub, od 1906 r., skazywani na śmierć przez sądy doraźne. Do ekspedycji karnych dołączyli przedstawiciele niemieckiej szlachty bałtyckiej, wyróżniając się szczególną bezwzględnością. Wybrane w 1905 r. komitety wiejskie zostały zlikwidowane.
Część chłopskich oddziałów kontynuowała w 1906 r. walkę partyzancką. Szacuje się, że broni nie złożyło ok. 5000 chłopów, nazywanych „leśnymi braćmi”. Od kwietnia do listopada 1906 r. zanotowano 643 wystąpienia partyzantów – ataki na urzędy gminne, konfiskaty broni, a także ataki na osoby współpracujące z władzami i starające się infiltrować ruch. Częściej niż w poprzedniej fazie rewolucji występowano również przeciwko zamożnym chłopom narodowości łotewskiej. Łotewska Partia Socjaldemokratyczna starała się kontrolować formy i zakres działania partyzantów, przeciwdziałać samowoli i demoralizacji oddziałów. Ruch „leśnych braci”, wobec ogólnego spadku nastrojów rewolucyjnych, wygasł w 1907 r.

### Kolejna fala strajków w 1906 r.

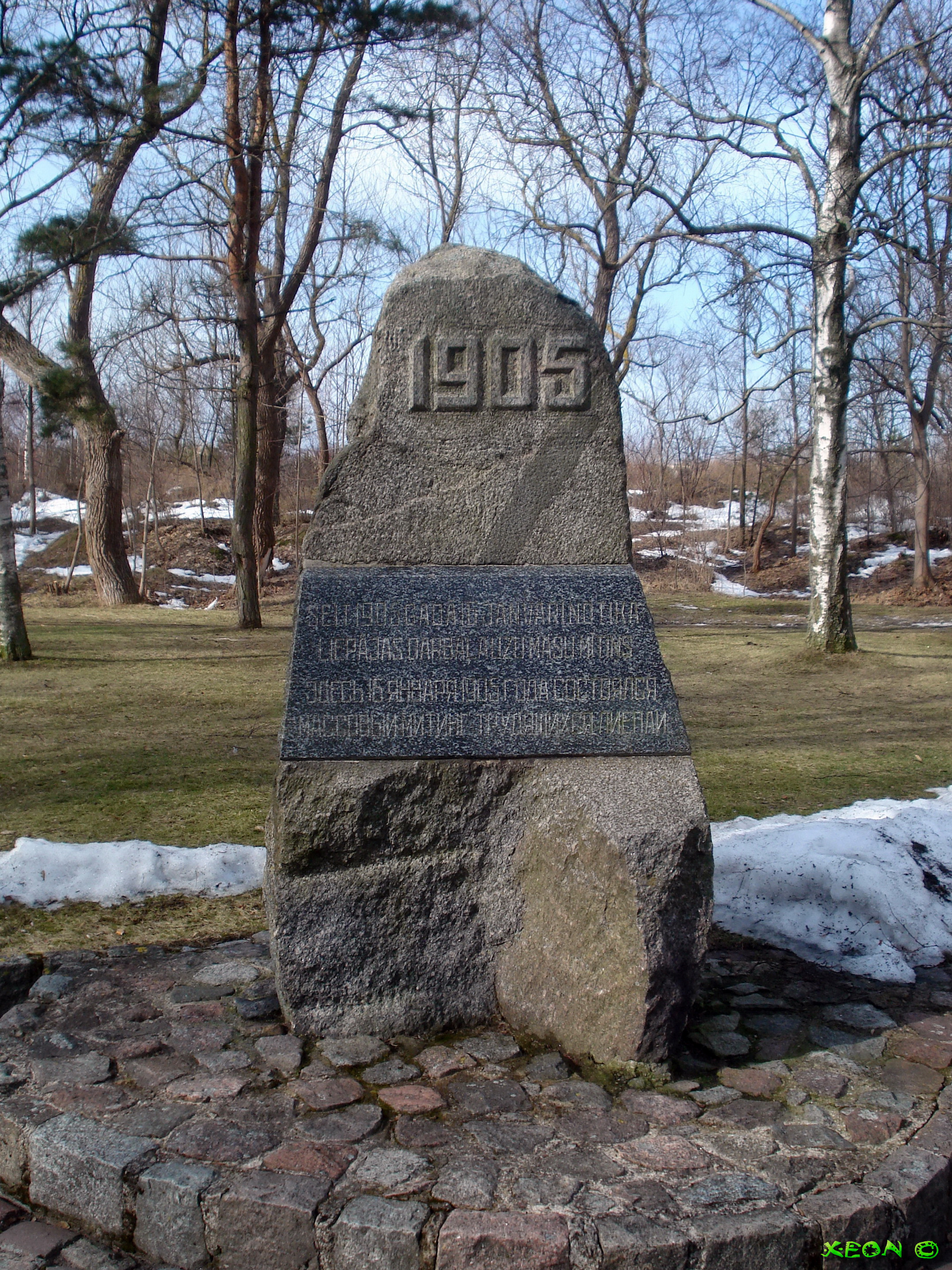
Pomnik w parku w Lipawie na miejscu, gdzie odbywały się zgromadzenia rewolucjonistów

Do miast łotewskich weszły dodatkowe oddziały wojska rosyjskiego, jednak pacyfikacji na tę skalę, co na wsi, nie prowadzono. Oddział gen. Orłowa, który miał stłumić wystąpienia ryskie, ostatecznie nie otrzymał rozkazu przystąpienia do działania. Oznaczało to jednak koniec okresu faktycznej dwuwładzy – Komitet Federacyjny przestał działać jawnie i kontynuował aktywność w podziemiu. 
Mimo represji w 1906 r. robotnicy ryscy przystąpili do kolejnego strajku powszechnego w rocznicę wybuchu rewolucji, następnie 1 maja. Przez sześć tygodni trwał protest tramwajarzy ryskich. 21 grudnia 1905?/3 stycznia 1906 r. drużyna bojowa łotewskich socjaldemokratów zaatakowała zbrojną ochronę fabryki wyrobów gumowych Prowodnik. W 1906 r. rozmiary ruchu strajkowego były znacznie mniejsze, niż w roku poprzednim, chociaż równocześnie znacznie większe, niż przed rewolucją. W roku tym strajkowało 12,5 tys. robotników z guberni kurlandzkiej i 92 tys. z guberni inflanckiej. Nawet po wygaśnięciu ruchu rewolucyjnego w szeregach partii socjaldemokratycznej pozostało 13 tys. członków. 

## Skutki
Według szacunków łotewskich historyków Łotwa straciła, wskutek pacyfikacji przeprowadzonych przez władze carskie, nawet 15 tys. mieszkańców. Ok. 3 tysięcy uczestników rewolucji zostało zabitych lub straconych, 7 tys. zostało zesłanych na Syberię, zaś ok. 5 tys. zdecydowało się na emigrację. Liczbę ofiar samych tylko ekspedycji karnych na wsi szacuje się na 1170 lub ok. 2000 zabitych chłopów. Bliżej nieznana liczba osób została poddana chłoście, zniszczono też nieustaloną liczbę gospodarstw i domów mieszkalnych. Stan wojenny w guberniach kurlandzkiej i inflanckiej obowiązywał do 1908 r., zaś dopiero w 1912 r. zlikwidowano sądy polowe. W 1913 r. władze carskie ogłosiły amnestię dla uczestników wystąpień rewolucyjnych, co skłoniło część emigrantów z ziem łotewskich do powrotu. Równocześnie, aby zwiększyć swoją bazę społeczną na ziemiach łotewskich, władze rosyjskie sprowadziły tysiące chłopów rosyjskich do Kurlandii, popierały również akcję kolonizacyjną prowadzoną przez bałtyckich Niemców.